# Población de riesgo
Un grupo o población de riesgo está constituido, por aquellas personas que debido a ciertas características, ya sean biológicas, físicas o sociales tienen mayor probabilidad de contraer determinadas enfermedades, sufrir intoxicaciones o accidentes. A estas características se las denomina "fatir antes de contraer una enfermedad.
Existen numerosos grupos de riesgo en virtud de la causa del mismo. Un factor de riesgo importante es la pobreza ya que las personas de bajos recursos(pobres) no pueden satisfacer adecuadamente su alimentación y eso provoca desnutrición que podría llegar a ocasionar la muerte.
- Se consideran grupos de riesgo a aquellas personas que por su edad, o estado físico puedan ser más vulnerables a contraer ciertas enfermedades, como por ejemplo bebés, niños, embarazadas, mujeres en período de lactancia, ancianos, obesos, diabéticos, etc.[2][3]

- También se consideran personas de alto riesgo aquellas que manipulan máquinas peligrosas, tales como chóferes de camiones de mercancías peligrosas, pilotos de aviones o las que realizan trabajos muy estresantes.

- Otro grupo de riesgo lo constituyen las personas que ingieren sustancias tóxicas adictivas y perniciosas como tabaco, alcohol, drogas, etc. Estas personas son propensas a sufrir problemas cardíacos.[4]